# Куммерсдорфский полигон
Куммерсдорфский полигон — полигон Рейхсвера в 1930—1940-х годах. Находился в Германии в 30 километрах к югу от Берлина на землях провинции Бранденбург (район Тельтов-Флеминг, коммуна Ам-Меллензе, у поселка Куммерсдорф-Гут). Рейхсвер испытывал здесь новые взрывчатые вещества, мины, бомбы, танки, бронетехнику и орудия.
Полигон состоял из нескольких площадок. К северу от посёлка Куммерсдорф-Гут располагался артиллерийский полигон. К востоку — полигон департамента боеприпасов. К западу — ядерный научный центр. Рядом с посёлком располагался ракетный центр.
После Второй Мировой войны территория полигона попала в советскую зону оккупации. Полигон не использовался по прямому назначению, но на его землях был возведён военный городок ГСВГ и аэродром.
В настоящее время полигон, военный городок и аэродром не используются, земли постепенно рекультивируются. На территории посёлка существует технический музей и Исторический музей техники.

## История создания полигона
В 1871 году, ещё во время франко-прусской войны, прусским военным министерством было принято решение перевести из Тегеля (Tegel), находившегося рядом с Берлином, в более удаленный район артиллерийский испытательный полигон. Наиболее удачным местом оказался куммерсдорфский лес, находящийся на землях провинции Бранденбург в 40 километрах южнее Берлина. До посёлка Куммерсдорф была проложена железнодорожная ветка из Берлина (проходящая через пригород Берлина — Мариенфельд (Marienfelde)).

Следует также отметить, что Куммерсдорф находился всего в нескольких километрах юго-западнее другого важного немецкого города Вюнсдорф (Wunsdorf) являвшегося пригородом более крупного города Цоссен (Zossen). В XX веке Вюнсдорф был тесно связан с военным ведомством. В 1910 году в районе Вальштадт (Waldstadt) был приобретён большой участок земли для нужд кайзеровской армии, где в дальнейшем был создан стрелковый полигон и Прусская пехотная стрелковая школа. Также в 1918 году в Вюнсдорфе была создана ремонтная база для танков, послужившая в будущем базой для создания германских бронетанковых войск. Вюнсдофский многопрофильный полигон, оборудованный специальными стендами для стрельбы, цоссенские военные склады, дёберицинское (Doberitz) и куммерсдорфское стрельбища обеспечивали всестороннюю подготовку танкистов. В 1933 г., в связи с изменениями в политической обстановке, моторизация войск получила приоритетный статус, и на основе военной школы в Вюнсдорфе была создана первая танковая школа со своей постоянной учебной базой и небольшим учебным полем в Цоссене (Panzertruppenschule Wunsdorf-Zossen). С 1939 по 1945 в Вюнсдорфе было размещено верховное командование вооружёнными силами Германии (Oberkommando der Wehrmacht — OKW) и верховное командование сухопутных войск (Oberkommando des Heeres — ОКН).

## Артиллерийский полигон
52°07′ с. ш. 13°20′ в. д.
После создания Куммерсдорфский полигон становится самым важным исследовательским и испытательным центром, где Управлением Вооружения Армии организуется изучение и испытание образцов зарубежного вооружения и боевой техники.
В предвоенный период подобные образцы приобретались через третьи страны и тайно переправлялись в Германию. Таким образом в Куммерсдорф в начале 30-х изучения были доставлены танки фирмы Carden-Lloyd, а в 1936 году через Голландию легкий танк фирмы Виккерс-Армстронг без вооружения, проходивший по документам как трактор.
С началом боевых действий в Испании захваченные образцы вооружения начали поступать и из этой страны, таким образом в сентябре 1937 года для исследования в Куммерсдорфе оказались советские танки Т-26. После аннексии Чехословакии и присоединения к Рейху Австрии, фонды полигона пополнились и образцами вооружения армий этих двух стран.
Исследовательские работы с образцами вражеского вооружения и техники получили приоритетный статус с началом полноценных боевых действий на Европейском континенте. С этого момента рабочие группы Куммерсдорфа постоянно находились в дороге — в процессе сбора, изучения и проведении первоначальных испытаний захваченной техники, организации её транспортировки в Германию.
Поезда с захваченными образцами вооружения противника, включавшими артиллерийские орудия, танки, бронемашины, инженерное вооружение и многое другое, спешили в Куммерсдорф.
Трофейные образцы техники проходили изучение на предмет выявления удачных конструкторских решений для их последующего использования при проектировании немецкого вооружения, а также интенсификации исследовательских работ. Использование новых, нестандартных технических решений, выявленных в ходе испытаний, позволило сэкономить Германии огромное количество времени, денежных средств и материальных ресурсов, и потому имело большое значение для немецкой программы развития вооружений.
Кроме этого в ходе исследований производился поиск эффективных средств борьбы с образцами вражеского вооружения и методов защиты от него, а также определения возможности и целесообразности использования этого вооружения Вермахтом. Последнее направление получило особенно большое значение в ходе кампаний 1939—1940 годов. И наиболее важным направлением стало своевременное определение тенденций и новых направлений в развитии зарубежного вооружения для принятия своевременных мер.
Ещё перед окончанием французской кампании, 10 июня 1940 года из Куммерсдорфа во Францию были направлены трофейные команды, которые проводили всесторонние испытания техники, её обмеры, после чего принималось решение о необходимости её транспортировки на испытательный полигон в Германию.
С окончанием кампании, в начале октября 1940 года германский генштаб отдал приказ, согласно которому каждый новый образец захваченной вражеской бронетехники в количестве двух экземпляров должен был предоставляться в исследовательский центр Куммерсдорф для проведения всесторонних испытаний. Всесторонняя оценка захваченных автомобилей, бронемашин и танков, собранных Управлением Вооружений армии проводилась в Куммерсдорфе на старом испытательном полигоне за восточным стрельбищем. После этого, как правило, образец передавался на хранении в так называемый арсенал Куммерсдорфа, который располагался за зданием штаба.
Второй экземпляр бронеобъекта должен был направляться в адрес Управления Вооружений, и направляться в коллекцию танкового музея Вермахта, располагавшегося в пригороде Штеттина, городе Альтдамм (Stettin-Altdamm) (в настоящее время эти города несут польские названия Щецин-Дабье (Szczecin-Dabie)), основанного после начала войны. Практически весь спектр бронетехники противостоявшей германским частям в ходе французской кампании пополнил эти коллекции.
Уже 27 июня 1941 года специальной комиссией был представлен первый отчет, содержащий оценку советских танков. В декабре 1941 года для проведения цикла испытаний в технический испытательный отдел был доставлен первый Т-34. Под руководством доктора технических наук Кноппека (H.Knoppeck) танк подвергся доскональному изучению. В заключении, подписанном инженер-полковником Эссер (Oberst. Dipl.Ing. Esser) говорилось о необходимости копирования конструкции советского танка промышленностью Германии. Известно что на основании исследования была разработана брошюра, экземпляр которой был обнаружен в 1943 году в одном из немецких трофейных танков. В брошюре демонстрируется баланс показателей, выводя его на место лучшего танка. Значительный интерес вызвали результаты испытаний танков Т-38 и Т-40 в акватории озера Мелензе (Mellensee) недалеко от Цоссена, по которым был составлен отчет. К тому моменту Германия уже разработала собственные, весьма громоздкие из-за габаритных съёмных поплавковых конструкций, плавающие модификации линейных Pz Kpfw II для планировавшегося вторжения на Британские острова в рамках операции «Морской Лев» («Seelowe»). Т-40, при сопоставимом бронировании и огневой мощи, выгодно отличался от них компактностью и рациональностью конструкции.
Тяжёлые географические и климатические условия, с которыми германским вооружённым силам пришлось столкнуться на Восточном Фронте, привели к появлению новых требований, предъявляемых армейским испытательным центром в Куммерсдорфе к тестируемым новым образцам вооружений. В результате для проведения испытаний в суровых условиях русской зимы, специальные команды были направлены в Могилев (Mogilev) в ходе зим 1942—1943 и 1943—1944 годов.
В течение Второй мировой войны Управление Вооружений очень часто использовало базу Куммерсдорфского испытательного полигона для демонстрационных показов новых образцов различным высокопоставленным чиновникам и военным, включая представителей иностранных делегаций и дипломатического корпуса.
Частым гостем в Куммерсдорфе был Рейхсминистр вооружения и военной промышленности Альберт Шпеер (Albert Speer).
Армейский испытательный полигон послужил базой для создания многочисленных учебных фильмов по заказу OKH и OKW. В случае если а также разработка необходимых руководств по эксплуатации.
К весне 1945 Германия стала полем битвы, что вызвало необходимость реорганизации и перемещения документов испытательного центра, в результате чего многие документы были утеряны либо уничтожены. Начались перемещения и имущества полигона. В начале марта 1945 года был создан танковый батальон «Куммерсдорф», укомплектованный разнообразной техникой из испытательной роты, который был переброшен на фронт под Одер. Часть этого танкового батальона вошла в состав танковой дивизии «Мюнхеберг» (Panzer Division «Muncheberg») формирование которой началось 5 марта 1945.
Генерал-инспектор танковых войск упоминает структуру танковой роты «Куммерсдорф» в ходе совещания в ставке фюрера 31 марта 1945. Она состояла из трех танковых взводов (частично подвижных), одного взвода разведывательного взвода бронемашин, пехотного (гренадерского) взвода сопровождения, и одного танкового взвода (не мобильных машин). Техника была взята из числа направленных на испытания машин, рота включала PzKpfw VI «Tiger II» (Sd.Kfz. 182), «Jagdtiger», два американских танка «Шерман», итальянский танк P-40 (i), а также несколько носителей зарядов B IV вооруженных пулеметами (другие источники приводят иные данные наличия техники).
Согласно телекса от 4 апреля 1945 года, по крайней мере часть танковой роты должна была быть переведена в район Дрездена (Dresden). Немобильная техника, включая танк «Tiger» с башней Porsche приняла участие боях в апреле юго-восточнее куммерсдорфского полигона.
9 марта 1945 г. командующим группой армий «Висла» был подписан приказ о передаче музейных танков в состав частей, занимающих оборону вокруг «крепости Штеттин» где она должна была использоваться для усиления создаваемых опорных пунктов в качестве неподвижных огневых точек, вся непригодная для этого техника подлежала уничтожению. Сколько и каких именно образцов трофейной бронетехники имелось в музее, и сколько было вновь использовано, к сожалению, установить не удалось, как не удалось установить их дальнейшую судьбу. Однако известно, что 24 марта 1945 года в боевом подразделении «Штеттин» числился один танк Т-34, находившийся в среднем ремонте, но вполне возможно, что это был не музейный экспонат, а недавно захваченный трофей.

## Полигон департамента боеприпасов
52°06′ с. ш. 13°25′ в. д.
К востоку от поселка располагался полигон департамента боеприпасов.

## Ракетный полигон
52°05′46″ с. ш. 13°20′28″ в. д.
В запретной зоне особенно тщательно охранялась «Испытательная станция Вест». Экспериментальная станция «Куммерсдорф-Запад» была расположена между двумя артиллерийскими полигонами Куммерсдорфа, примерно в 30 километрах к югу от Берлина, в редком сосновом лесу провинции Бранденбург. Офицеры и специалисты работали на экспериментальной базе. Первое испытание ракеты произошло 21 декабря 1932 года, в работе принимал участие инженер-испытатель и конструктор Вальтер Ридель из фирмы «Хейланд» расположенной в городке Бритц.
В Куммерсдорфе было лучшее испытательное оборудование, для которого разработали методику испытаний. Стенды были для ракет на твёрдом и жидком топливе.
В 1930-е годы на полигоне Куммерсдорф конструктор фон Браун попал в подчинение к капитану Дорнбергеру, вместе с которым он трудился много лет. Дорнбергер ведал до этого разработкой реактивных снарядов на бездымном порохе. Начиная с 1937 года фон Браун приступил к испытаниям больших ракет на полигоне острова Узедом в «Пенемюнде» на Балтийском море, который начали строить в 1935 году.

## Немецкая ядерная программа
52°05′31″ с. ш. 13°18′58″ в. д.
В 1939—1943 годах в западной части полигона, ближе к городку Готто (нем. Gottow) существовал ядерный центр под руководством Курта Дибнера.

## 1945—1993 годы
52°06′ с. ш. 13°21′ в. д.
После Второй Мировой полигон оказался в советской зоне оккупации на территории Германской Демократической Республики. На территории полигона разместились части группы советских войск в Германии Здесь располагались части тыла ГСВГ:
- 56-й ордена Красной Звезды автомобильный полк.
- 6-й полк тяжёлых машин. Летом 1979 года переименован в бригаду тяжёлых машин. До 77 года полком командовал подполковник Артемьев. С 1977 по 1979 годы подполковник Горохов.
- Дорожно-комендантский батальон. В период 1975-79 командовали батальоном Вараксин и Борисов.
- 149-й Отдельный Ремонтно-Восстановительный Батальон Машин. В период с 1974-81 командовали батальоном Луганский, Привольный, Бродский.
- 110-й Отдельный ремонтный батальон.
- 3-й зенитный ракетный дивизион 133-й гвардейской зенитной ракетной бригады с комплексами 2К11 «Круг» (штаб бригады в г. Ютербог). Командир дивизиона в период с 1972 по 1975 г. гв.п/п-к Крыгин, с 1975 по 1978 г. — гв.м-р Денисюк, с 1978 г. по 1982 г. — гв.к-н Капитанюк Б.И., с 1982 г. по 1984 г. - гв.м-р Бахарев С.Ю., с 1984 г. - гв. м-р  Горшенин А.Н.
- Отдельная рота ГСМ. Командир Осиюк (1975-78).

В период с 1977 по 1979 годы командовал гарнизоном командир бригады тяжёлых машин полковник Горохов.
В 1950-х годах в северной части полигона был построен аэродром Шперенберг. Ныне по назначению не используется. Аэродром был расположен рядом с посёлком Шперенберг, от которого и получил название. 52°08′ с. ш. 13°18′ в. д.

## Настоящее время
После вывода советских войск полигон по назначению не используется, территория постепенно рекультивируется.
На территории поселка существует технический музей и Исторический музей техники.